# Niederwartha

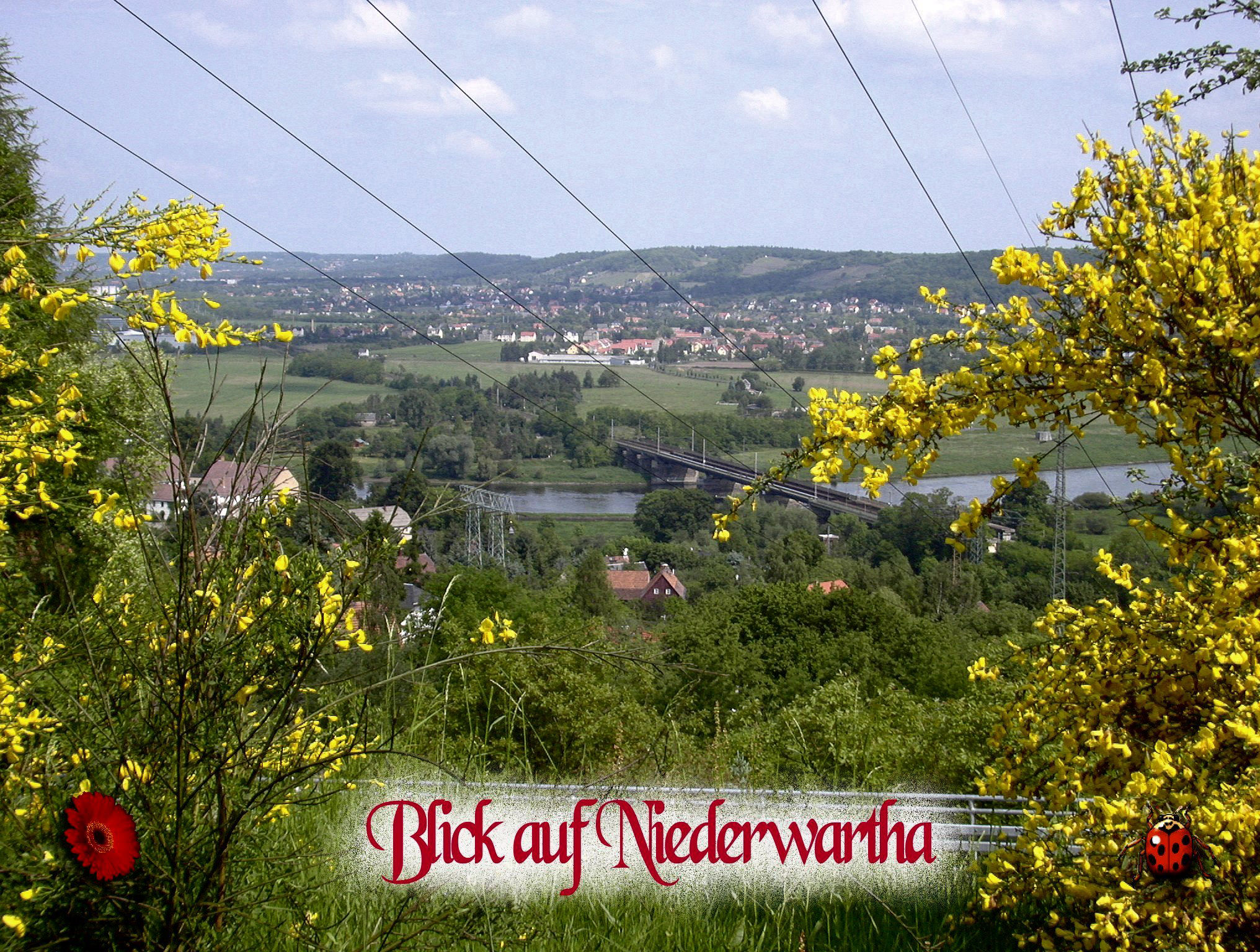
Vue sur la "Elbbrücke" (Pont sur l'Elbe)à Niederwartha

Niederwartha est un faubourg de la ville de Dresde dont l'ancienne centrale hydroélectrique est classée au patrimoine architectural allemand. Autrefois c'était une commune indépendante. Cet ancien village compte 433 habitants.

## Personnalités
- Christoph Jentsch, le géographe, est né à Niederwartha.